# Lodovico Vistarini

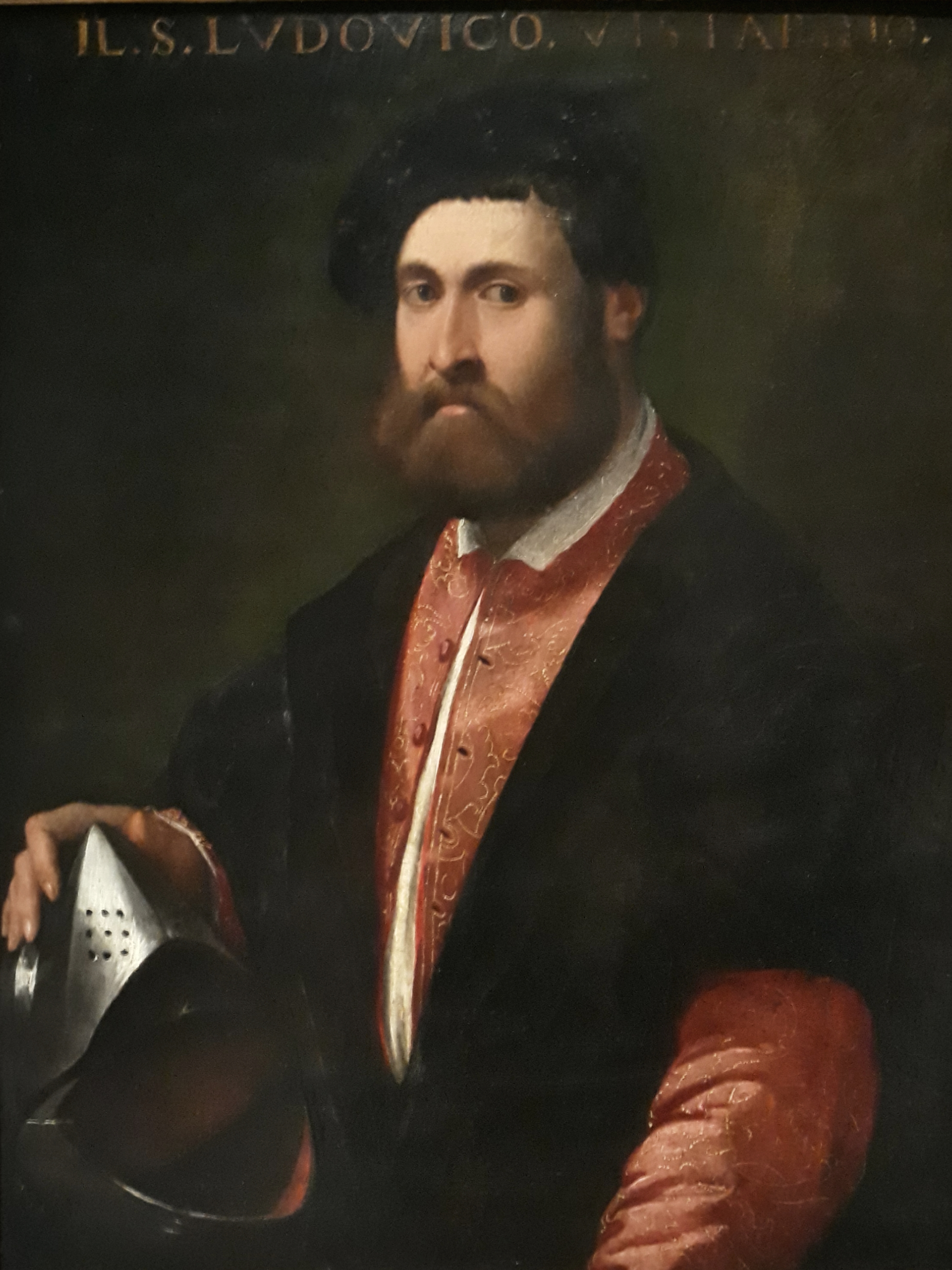
Callisto Piazza, Porträt des Hauptmanns Ludovico Vistarini, ca. 1535, (Öl auf Leinwand, 77 × 65 cm) Mailand, Pinacoteca di Brera

Lodovico Vistarini (* um 1491 in Lodi; † Mai 1556 in Mailand) war ein Italienischer Condottiere, der vor allem im Mailänder Gebiet kämpfte.

## Leben
Lodovico war Sohn von Giovanni und dessen Ehefrau Antonia Vistarini. Es gibt keine Informationen über sein Leben bis 1511, als er Antonia Trecchi, die Tochter des Grafen Ludovico, heiratete. Er stellte sich sofort auf die Seite der Ghibellinen. Im Juni 1513 versammelte er einige Soldaten in Lodi, um die Überfälle der venezianischen Guelfen unter dem Kommando von Renzo di Ceri abzuwehren, und im folgenden Jahr bot er den Ghibellinen von Piacenza Hilfe an. Ende März 1516 zog er mit den Ghibellinen in Lodi ein, aber im April wurden die Guelfen von Lodi von den Guelfen der Kompanie von Gian Giacomo Trivulzio unterstützt und töteten 30 Ghibellinen, so dass Ludovico aus der Stadt vertrieben und nach Rom verbannt wurde, wo er in den Kompanien von Prospero Colonna diente. In der Stadt gewann er ein Duell mit Marino da Norcia und Boscio Sforza, die dabei getötet wurden. Im Jahr 1522 kehrte er in die Lombardei zurück, um in der Schlacht bei Bicocca zu kämpfen, und wurde von Fernando Francesco d’Avalos di Pescara nach Lodi geschickt, um die Bewegungen der Franzosen zu kontrollieren. Hier trat er in den Dienst von Francesco II. Sforza und kam dann im Jahr 1526 unter das Kommando des Heiligen Römischen Reiches und eroberte Castelleone unter dem Kommando von 170 Soldaten.
Nach Lodi zurückgekehrt, plante er eine Rebellion gegen den grausamen Fabrizio Maramaldo und zog sich auf sein Landgut in Cavenago d’Adda zurück, doch die Venezianer eroberten zunächst die Stadt und vertrieben Maramaldo. Vistarini traf sich daraufhin in Cavriago mit dem Provveditore generale Piero Pesaro, lobte ihn und kehrte nach Lodi zurück. Im Juli verbündete sich Vistarini zur Befreiung von Francesco II. Sforza mit den Venezianern, doch einer seiner Angriffe auf die Porta Romana von Mailand wurde von den Kaiserlichen zurückgeschlagen, mit denen er sich mehrere Schlachten lieferte.
Im September 1527 wurde er anstelle von Hannibal Picenardi zum Statthalter von Alessandria ernannt, das er bis zum Ende des Krieges im Oktober 1530 mehrmals gegen kaiserliche Angriffe verteidigte. Im März 1531 kam er nach Como und wurde hier zum Gouverneur der Stadt ernannt, womit sein Gegensatz zu Gian Giacomo Medici, bekannt als Medeghino, begann. Nachdem er das Kommando über die herzoglichen Streitkräfte zu Lande und zu Wasser übernommen hatte, begann er, die Küste des Comer Sees hinaufzufahren und die Festung von Nesso und die von Menaggio durch Bestechung der Verteidiger einzunehmen. Vistarini stellt eine Flotte von 28 Booten auf und besetzt Bellagio, aber der Medeghino umzingelt ihn bei Cadenabbia und siegte, die besiegten Truppen waren gezwungen, in Gravedona Zuflucht zu nehmen, wo sich ein starkes Kontingent des Graubündners befand. Trotz der Niederlage versuchte er, die Medici im Golf von Lecco gefangen zu nehmen, und belagerte Gabriele Serbelloni und Niccolò Pelliccione in Lecco. Nach der Gefangennahme von Alessandro Gonzaga wurde er zum Generalkapitän ernannt und eroberte Castello in der Nähe von Lecco und musste in der Weihnachtsnacht einen Angriff von Gian Giacomo dei Medici über sich ergehen lassen, der jedoch zurückgeschlagen wurde. Im Januar 1532, als er die Belagerung von Lecco fortsetzte, gelang es ihm mit Hilfe von Girolamo Marinoni, die von Alessandro Gonzaga verlorene Brücke über die Adda zu erobern, und dank seiner in Abbadia stationierten Kriegsmaschinen tötete er mehrere Soldaten von Medeghino, darunter auch einen seiner Brüder, Gabriele Medici, der ins Knie geschossen wurde.
Nach dem Tod des Herzogs von Mailand im Jahr 1535 kehrte Vistarini zurück, um für die kaiserliche Armee unter Antonio di Leyva zu kämpfen, der ihm ein Gehalt von 300 Lire pro Monat gab, und in dieser Zeit mehrte sich sein Ruhm so sehr, dass er im August 1542 den Kaiser Karl V. (HRR) in seinem Palast in Lodi empfing. Im Jahr 1542 wurde er jedoch auf Befehl des Markgrafen von Vasto für ein Jahr im Mailänder Castello Sforzesco inhaftiert, da Sigismondo Pandolfo Malatesta ihn beschuldigte, auf die französische Gehaltsliste wechseln zu wollen. Bei seiner Freilassung musste er eine Kaution von 50.000 Scudi hinterlegen, mit der er sich verpflichtete, keinen Verrat zu begehen. Im Jahr 1543 wurde er zum Gouverneur von Asti ernannt und eroberte Carmagnola und Carignano. Im Jahr 1551 kämpfte er gegen die Truppen von Ottavio Farnese im Krieg von Parma, und Ferrante Gonzaga betraute ihn mit der Aufgabe, die Pässe der Adda zu bewachen, um zu verhindern, dass die Schweizer den Franzosen zu Hilfe kamen, und er wurde zum Statthalter von Soncino und der Gera d’Adda ernannt.
Im Frühjahr 1552 belagerte er mit Cesare da Napoli Alba und wurde im August zum Statthalter von Alba ernannt. Im Jahr 1553 ging er mit dem Genueser Agostino Spinola auf Korsika an Land und nahm ein Kloster in Besitz, das er als logistische Basis für die Belagerung von San Fiorenzo nutzte, das im Jahr 1554 kapitulierte. Im September 1555 wurde er Statthalter von Lodi, doch im Mai 1556 erkrankte er und starb in Mailand im Haus von Kardinal Alessandro Crivelli. Er wurde in Lodi in der Kirche von San Lorenzo begraben. Die Beerdigung fand in der Kathedrale statt.